# Lajos Hernádi
Lajos Hernádi   (Budapest, 13 de març de 1906 - Budapest, 29 de juny de 1986) fou un pianista guanyador del premi Kossuth, i professor de música.

## Vida i obra
Era fill de Móric Heimlich (1857-1926), sastre, i de Gizella Toch. Va aprendre a tocar el piano des de la seva infància, i després va començar els seus estudis superiors a l'Acadèmia de Música de Budapest el 1924, on va estudiar piano a la classe de Béla Bartók. El 1927 va viatjar a Berlín, on va ser alumne d'Artur Schnabel durant un curs acadèmic. Des del 1928 va continuar els seus estudis de piano a Budapest, ara amb Ernő Dohnányi. Es va graduar en piano el 1929, tocant obres contemporànies en aquell moment, la Petruska Suite de Stravinski i la Sonata per a piano de Bartók.

La seva carrera com a pianista va començar el 1929 i va oferir concerts d'èxit tant a Hongria com a Europa occidental. Va guanyar el premi de la ràdio hongaresa al concurs internacional de piano Liszt Ferenc de Budapest de 1933. Des de finals dels anys 30, a causa del creixent antisemitisme, les seves possibilitats d'actuar van disminuir i, al final, només va poder donar concerts al seu apartament. Més tard va ser cridat al servei de mà d'obra i va ser alliberat en un bosc al costat de Mukàtxevo (Ucraïna Occidental). Ell mateix ho va dir en una entrevista:
| « | <Tornem a la vida, hauria pogut tornar a ser humà, artista. El primer dia ja em vaig asseure al piano: tocava Chopin per als soldats soviètics ferits. Ja he actuat en un concert real a Debrecen>". | » |

L'esmentat concert a Debrecen va tenir lloc el novembre de 1944. Més tard va actuar a molts països del món, actuant a tots els continents, excepte a Austràlia, donant infinitat de concerts i participant en actuacions de ràdio i televisió. Va donar més d'un centenar de concerts en solitari i gairebé trenta concerts al seu programa habitual. Va actuar amb directors d'orquestra més reconeguts del món, com Hermann Abendroth, Dean Dixon, Ernő Dohnányi, János Ferencsik, Otto Klemperer, Georg Solti i Carlo Zecchi. Com a pianista reconegut i d'èxit, va ser convidat als jurats de nombrosos concursos internacionals de piano nacionals i estrangers (Budapest, Varsòvia, Moscou, París, Múnic, Leipzig, Leeds). Va fer diversos enregistraments amb la seva obra teatral, com ara Béla Bartók, Ludwig van Beethoven, Frédéric Chopin, Ferenc Liszt, Robert Schumann, Leó Weiner, etc. de les seves obres. Diversos dels seus enregistraments es van publicar posteriorment en CD.
El 1945 es va convertir en professor al "Liszt Ferenc College of Music" i, fins a la seva jubilació, el 1975, va ser professor de piano major. A més dels concerts continus, també va posar un gran èmfasi en l'educació i van sortir de les seves mans alguns estudiants que després es van fer famosos, com Peter Frankl, Tamás Vásáry, hi també va ajudar la carrera de György Cziffra.
La seva tasca musicològica també va ser important. D’una banda, va contribuir a la publicació de partitures a Hongria i, alhora, a la renovació de l'ensenyament musical. (Va editar les obres de Bach, Beethoven, Haydn, Mozart, Czerny i molts altres compositors), per altra banda, també va tenir una important activitat literària. La seva excepcional previsió d'estudi: addicions a la psicologia de la pràctica, que va ser una conferència magistral a l'Acadèmia de Música i que va aparèixer a la revista "Music Review" el 1947. Juntament amb István Szelényi, va editar l'àlbum de piano titulat The Techniques of Masters - Masters of Technique, publicat el 1948. Les seves publicacions amb instruccions detallades per a intèrprets també són significatives (els 18 petits preludis de Bach, invents de dues i tres parts, les sonates per a piano de Haydn). La seva música, que conté les seves empremtes digitals, frases i comentaris personals, es guarda a la biblioteca de l'Acadèmia de Música.
Cap al final de la seva vida no va fer gaire concerts, va morir el 1986. El 13 de març del 2006, en el centenari del seu naixement, els seus dos antics estudiants, Peter Frankl i Tamás Vásáry, van oferir un "concert d'estudiants" commemoratiu en honor del seu mestre.

## Honors
- Artista Digne (1953)
- Premi Kossuth (1956)

## Dels seus enregistraments
Enregistraments sonors en CD publicats per Hungaroton:
- Ludwig van Beethoven: Sonata en fa major, op.10 núm. 2. - Sonate Pathétique en do menor, Op.13.
- Intèrprets hongaresos: Lajos Hernádi
- Beethoven: Concert per a piano núm. 5 "Emperador" - Schumann: Concert per a piano. István Antal, Miklós Erdélyi, Lajos Hernádi, Orquestra de Concerts de l'Estat Hongarès, Gyula Németh
- Pianistes - Cinquanta anys de Hungaroton (col·laboradors)

## Els seus escrits
- L'estil de piano de Chopin a la llum de la història de la música (1942)
- Additius a la psicologia de la pràctica (1947)
- L'anticipació (1947)
- El problema del piano polifònic (1948)
- Bartók, el pianista, el mestre, l'home (1953; en francès al número de Bartók de la Revue Musicale, 1955)